# Gelterkinden
Gelterkinden (schweizerdeutsch: Gälterchinde [ˈgæltərˌχɪndə]) ist eine Einwohnergemeinde im Schweizer Kanton Basel-Landschaft. Sie gehört zum Bezirk Sissach.

## Geographie

Historisches Luftbild von Werner Friedli (1966)

Gelterkinden liegt auf 404 m ü. M. im Oberbaselbiet im Ergolztal und ist zwischen stark bewaldeten Hügeln eingebettet.

## Geschichte
Nach Bodenfunden war das Gebiet von Gelterkinden von der jüngeren Steinzeit bis ins Mittelalter kontinuierlich bewohnt. Seit dem späten Frühmittelalter erhob sich über dem Dorf eine dem Apostel Petrus geweihte Kirche. Am Fuss des Kirchhügels befand sich der Hennenbühlhof, welcher den Grafen von Frohburg gehörte und an die Herren von Gelterkinden verliehen wurde. Später fiel er an die Grafen von Thierstein, die ihn 1399 mit dem Kirchensatz dem Deutschordenshaus in Schloss Beuggen verkauften. Weitere Güter in Gelterkinden besassen auch das Kloster St. Alban, das Stift St. Leonhard, das Domkapitel und verschiedene weltliche Herren. Im Jahre 1461 erwarb die Stadt Basel mit der Herrschaft Farnsburg auch Gelterkinden. Die Farnsburg, von wo aus Basler Landvögte mehr als 300 Jahre lang das Amt regierten, wurde 1798 von Revolutionären in Brand gesteckt. Bei den Kantonstrennungswirren 1832/33 hielt Gelterkinden treu zur Stadt und forderte zu seinem Schutz Basler Truppen an. Darauf stürmten Landschäftler die Gemeinde (Gelterkindersturm vom April 1832) und verjagten die Basler. So kam Gelterkinden doch noch zum neu gegründeten Kanton Basel-Landschaft. 1864 verzeichnete Gelterkinden 290 Posamenterstühle und zwei Seidenbandfabriken. Da die Hauensteinlinie der Centralbahn Gelterkinden links liegen liess, verkehrte von 1891 bis 1916 zwischen Sissach und dem Ort die Trambahn Sissach-Gelterkinden-Bahn. Hingegen scheiterte das Projekt der Schafmattbahn nach Aarau. Die Eröffnung der Hauenstein-Basislinie im Jahre 1916 brachte dann dem Dorf weiteren Aufschwung.
Der Ortsname findet sich erstmals 1102 oder 1103 als Gelterkingen bezeugt. Seine Bedeutung ist «bei den Höfen der Leute des Gelterich». Das ursprüngliche Ortsnamensuffix -ingen wurde von späteren Schreibern hyperkorrekt zu ‑inden verformt, in falscher Analogie zur kanzleisprachlichen Wiedergabe des (früheren) mundartlichen ng in Wörtern wie Ching, finge als Kind, finden.

## Wappen
Das Wappen ist senkrecht in den Farben Blau, Weiss (Silber) und Rot dreigeteilt. Dies ist das Wappen des frohburgischen Ministralgeschlechts der Herren von Gelterich.

## Politik
Die Kommunalpolitik kennt die beiden Gruppierungen Bürgerlicher Zusammenschluss Gelterkinden (BZG) und SP Gelterkinden. Neben Mitgliedern dieser Gruppierungen kämpfen oft auch parteilose Kandidaten um Ämter auf Gemeindeebene.
Der BZG ist ein Zusammenschluss bürgerlich gesinnter Einwohner. Viele Mitglieder gehören entweder der FDP Gelterkinden oder der SVP Gelterkinden und Umgebung an.
Der Gemeinderat (Exekutive) besteht aus sieben Stimmberechtigten. Gemeindepräsident (2024–2028) ist Christoph Belser (SP, Stand 2025).
Bei den Schweizer Parlamentswahlen 2023 betrugen die Wähleranteile in Gelterkinden: SVP 28,1 % (2019 23,6 %), SP 27,3 % (24,8 %), FDP 13,1 % (14,2 %), Grüne 12,4 % (22,6 %), Mitte 6,6 % (5,0 %), glp 6,3 % (4,3 %), EVP 5,0 % (5,4 %), EDU 0,3 % (–).

## Sport
In Gelterkinden sind diverse Sportvereine ansässig, darunter auch der FC Gelterkinden, welcher in der 2. Liga regional spielt.
Zu den grössten Erfolgen in der Sportgeschichte Gelterkindens hat wohl die Gymnastikgruppe des TV Gelterkinden beigetragen, welche sich in der Disziplin Gymnastik Grossfeld mehrfacher Schweizer Meister nennen darf. Letztmals holte sich die Gruppe unter der Leitung von Franco Polsini den Titel im September 2014 an den Schweizer Meisterschaften im Vereinsturnen in Lyss.
Ins Leben gerufen wurde die Gruppe durch Kurt «Kuri» Wirz ca. im Jahre 1983. Er prägte die Entwicklung vom Turnen stark als «Körperschule» hin zu Choreographien mit Witz und eigenem Stil und leitete die Gruppe während gut 20 Jahren.
Nach wie vor ein grosser Verein ist die Schützengesellschaft, welche sich aus den Sektionen Pistole auf 50 Meter und Gewehr auf 300 Meter zusammensetzt. Der Verein wurde 1836 gegründet.
Ebenfalls bekannt ist der Volleyballclub Gelterkinden, welcher über mehrere Jahre in der Nationalliga A spielte.

## Wirtschaft
Viele Einwohner gehen auswärts arbeiten, da Gelterkinden einen relativ geringen Bestand an industriellen und gewerblichen Arbeitsplätzen hat.

## Verkehr
Der Autobahnanschluss Sissach an die A2 befindet sich durch den Chienbergtunnel A22 in fünf Kilometer Distanz. Von Gelterkinden führt die Hauptstrasse 541 nach Rheinfelden.

### Schienenverkehr

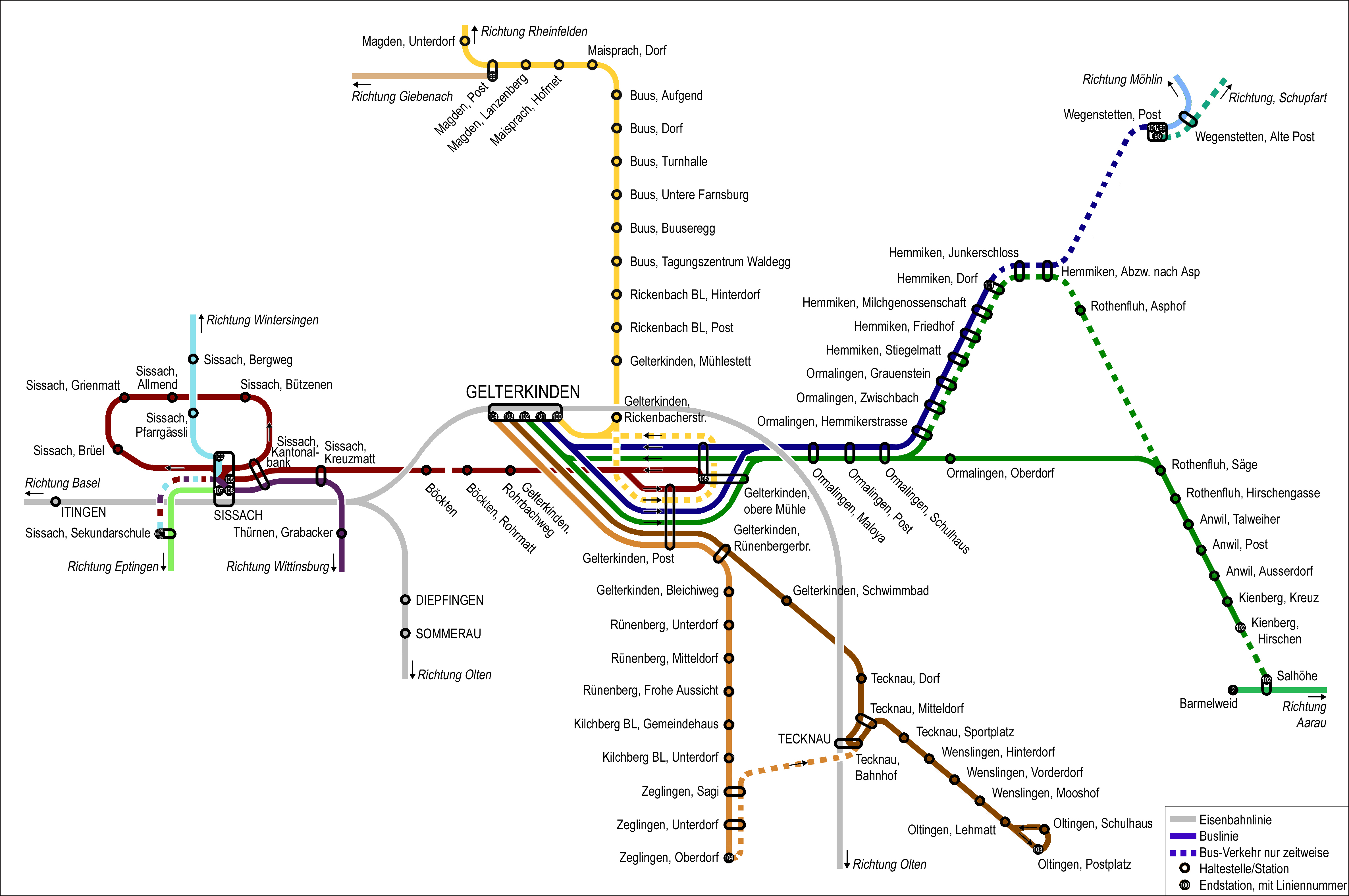
Liniennetz zu Bahn und Bus in der Umgebung von Gelterkinden

Die Lage an der Hauensteinstrecke sichert gute Bahnverbindungen in den Kantonshauptort Liestal sowie nach Basel und Olten
- S 3 Porrentruy – Delémont – Laufen – Basel Dreispitz – Basel SBB – Liestal – Sissach – Olten (SBB)
- 27 Basel SBB – Olten – Luzern

### Busverkehr
- 100 Rheinfelden, Bahnhof – Magden – Maisprach – Buus – Gelterkinden, Bahnhof
- 102 (Salhöhe) – Kienberg – Anwil – Rothenfluh – Hemmiken – Ormalingen – Gelterkinden
- 103 Gelterkinden, Bahnhof – Tecknau Bahnhof – Wenslingen – Oltingen, Postplatz
- 104 Gelterkinden, Bahnhof – Rünenberg – Kilchberg BL – Zeglingen
- 105 Bahnhof Sissach –  Böckten – Gelterkinden, Post

Die Gemeinde ist Ausgangspunkt der Postautolinien nach Rheinfelden, Wegenstetten, Oltingen und Zeglingen sowie der Buslinie nach Sissach.

## Kultur
Gelterkinden wurde im Titel Düsseldorf der amerikanischen Songwriterin Regina Spektor erwähnt. Der Text enthält die Zeilen: «In Gelterkinden I forgot to frown / then remembered again» sowie «In Gelterkinden I remembered how to laugh / and I never ever forgot it again». Der Song erschien als B-Seite der Single-CD On the Radio sowie in Europa als vierter Titel auf der Bonus-CD zum Album Begin to Hope.
Des Weiteren wird Gelterkinden im Lied Hans Zbinde auf dem Album Roots 44 der Schweizer Rap-Gruppe TAFS erwähnt. Das Lied erzählt eine kurze Geschichte aus dem Leben des «Hans Zbinde us Gälterchinde».

## Religion
Auf dem Sonnenhof in Gelterkinden leben Schwestern der Communauté de Grandchamp.

## Sehenswürdigkeiten
- Burgruine Scheidegg
- Dorfplatz mit evangelisch-reformierter Kirche[7]
- Jundthuus

## Persönlichkeiten
- Arnold Baader (1842–1888), Arzt, Gönner und Förderer
- Caspar Baader (* 1953), Politiker und Anwalt
- Johann Jakob Baader (1810–1879), Arzt, Land- und Nationalrat
- Baschi (* 1986), Sänger
- Jakob Buser (1847–1914), Bankdirektor, Oberst, Land-, National- und Ständerat
- Anna-Tina Groelly (* 1989), Landrätin (Grüne)
- Emil Müller (1893–1974), Architekt und Politiker
- Fritz Pümpin (1901–1972), Kunstmaler
- Fredy Schär (* 1964), Liedermacher und Kabarettist
- Jakob Schaub (1862–1950), Drucker, Verleger und Redaktor
- Eduard Strübin (1914–2000), Lehrer, Volkskundler, Baselbieter Chronist und Autor
- Beat Sutter (* 1962), Fussballspieler
- Paul Vosseler (1890–1979), Geograph
- Jakob Wagner (1861–1915), Landschaftsmaler
- Albert Adolf Zehntner (1895–1975), Maler, Heraldiker und Restaurator